# Xiangcheng
Xiangcheng léase Sián-Cheng en chino simplificado, 芗城区; pinyin, Xiāngchéng) es un distrito urbano bajo la administración directa de la ciudad-prefectura de Zhangzhou. Con una población censada en noviembre de 2010 de 538 186 habitantes. Se encuentra situada en el sur de la provincia, cerca de la frontera con la provincia de Guangdong y de la costa del mar de China Meridional.

## Administración
El condado de Xiangcheng se divide en 9 pueblos que se administran en 6 subdistritos y 4 poblados.

## Patrimonio Cultural
Durante siglos, la zona de Xiangcheng se ha mantenido prácticamente intacta: un remoto puesto de avanzada a lo largo de la antigua ruta de caravanas que unía Yunnan con el Tíbet y Sichuan. Cuando Joseph Rock visitó el lugar en 1930, descubrió que el territorio de Xiangcheng estaba gobernado por Sashatimba, un jefe bandido con base en el Monasterio de Sangpi.

### Monasterio de Sangpi
La estructura del monasterio conserva el típico estilo tibetano, con monjes aun usando en el templo principal. En la ladera, a los pies del templo, se encuentran las viviendas de los monjes, pequeños cubículos bellamente decorados. En el interior del templo se pueden admirar hermosos murales que representan el budismo. Detrás del templo hay un pequeño cementerio con banderas de oración y cintas blancas que adornan cada arbusto.